# Montebello-Inseln
Die Montebello-Inseln (auch: Monte-Bello-Inseln; englisch Montebello Islands; it. Monte bello bedeutet schöner Berg) sind eine Inselgruppe im Indischen Ozean vor der Nordwestküste Australiens. Sie sind vor allem dadurch bekannt geworden, dass Großbritannien hier 1952 seine ersten Atomtests durchführte.

## Lage
Die Montebello-Inseln gehören zur Karratha City (darin zum Roebourne/Pastoral Ward) in der Region Pilbara, die im Norden des australischen Bundesstaates Western Australia liegt. Sie bilden die westlichste Landmasse der Karratha City. Die Inseln sind der australischen Küste etwa 80 km nordwestlich vorgelagert. Südlich der Montebello-Inseln schließt sich in einer Entfernung von 7,4 km der Lowendal-Archipel und 10 Kilometer weiter südlich die viel größere Barrow-Insel an, 88 Kilometer östlich liegen die Dampier-Inseln. Die Montebello-Inseln bestehen aus insgesamt 174 Inseln sehr unterschiedlicher Größe von weniger als 100 Quadratmeter bis über 10 km².
Die beiden größten Inseln sind Hermite Island (10,22 km²), benannt nach dem französischen Admiral Jean l’Hermite, und Trimouille Island (5,22 km²), benannt nach einer französischen Adelsfamilie. Diese beiden Inseln nehmen zusammen rund 70 Prozent der Gesamtfläche von 22 km² der Inselgruppe ein. Die nächstgrößten Inseln sind Alpha Island, North West Island (die nördlichste Insel), Campbell Island, Primrose Island, Crocus Island, Delta Island und Ah Chong Island.
Die Insellandschaft ist sehr unterschiedlich mit gewundenen Küstenlinien, Lagunen, Kanälen, Buchten unter Tidenhub, Riffen und Kalkstein-Plateaus am offenen Ozean.
Die Montebello-Inseln sind unbewohnt.

## Inseln und Inselgruppen
Mindestens 92 Einzelinseln und 10 Inselgruppen innerhalb der Montebello-Inseln besitzen Namen. Diese sind in der nachstehenden Tabelle mit ihren Koordinaten aufgeführt. Von den größeren Inseln sind die Flächen angegeben. Inselgruppen sind in der Tabelle grün markiert. Die Hauptinsel Hermite Island ist hellrot markiert.
| |           |                               |
| \| Insel oder Inselgruppe \| Fläche ha \| Koordinaten \| \| ---------------------- \| --------- \| ----------------------------- \| \| Ah Chong Island \| 22,0[3] \| 20° 31′ 26″ S, 115° 32′ 36″ O \| \| Alpha Island \| 118,0[3] \| 20° 24′ 35″ S, 115° 31′ 21″ O \| \| Aster Island \| \| 20° 25′ 48″ S, 115° 34′ 44″ O \| \| Atriplex Island \| \| 20° 26′ 12″ S, 115° 30′ 21″ O \| \| Avicennia Island \| \| 20° 30′ 28″ S, 115° 32′ 25″ O \| \| Banksia Island \| \| 20° 24′ 10″ S, 115° 30′ 54″ O \| \| Beaufortia Island \| \| 20° 24′ 9″ S, 115° 31′ 25″ O \| \| Birthday Island \| 7,21 \| 20° 23′ 5″ S, 115° 31′ 1″ O \| \| Bloodwood Island \| 10,66 \| 20° 30′ 57″ S, 115° 31′ 42″ O \| \| Bluebell Island \| 65,0[3] \| 20° 23′ 50″ S, 115° 31′ 14″ O \| \| Boab Island \| \| 20° 30′ 53″ S, 115° 31′ 24″ O \| \| Boronia Island \| 7,08 \| 20° 23′ 31″ S, 115° 30′ 50″ O \| \| Brooke Island \| 15,0[3] \| 20° 26′ 2″ S, 115° 30′ 11″ O \| \| Buttercup Island \| 9,48 \| 20° 29′ 6″ S, 115° 32′ 8″ O \| \| Cajuput Island \| \| 20° 23′ 41″ S, 115° 32′ 5″ O \| \| Caladenia Island \| \| 20° 25′ 38″ S, 115° 31′ 36″ O \| \| Callitris Island \| \| 20° 29′ 48″ S, 115° 33′ 39″ O \| \| Campbell Island \| 47,0[3] \| 20° 25′ 41″ S, 115° 32′ 41″ O \| \| Capparis Island \| \| 20° 25′ 57″ S, 115° 31′ 8″ O \| \| Carnation Island \| 18,89 \| 20° 22′ 41″ S, 115° 31′ 25″ O \| \| Cassia Island \| \| 20° 25′ 20″ S, 115° 34′ 37″ O \| \| Clematis Island \| \| 20° 31′ 13″ S, 115° 32′ 49″ O \| \| Coolibah Island \| \| 20° 31′ 46″ S, 115° 32′ 30″ O \| \| Corkwood Islands \| \| 20° 30′ 37″ S, 115° 31′ 30″ O \| \| Crocus Island \| 41,0[3] \| 20° 25′ 18″ S, 115° 31′ 31″ O \| \| Dahlia Island \| 5,83 \| 20° 25′ 44″ S, 115° 34′ 44″ O \| \| Daisy Island \| \| 20° 26′ 21″ S, 115° 34′ 50″ O \| \| Dandelion Island \| \| 20° 25′ 55″ S, 115° 34′ 47″ O \| \| Delta Island \| 38,0[3] \| 20° 26′ 33″ S, 115° 32′ 53″ O \| \| Dot Island \| \| 20° 26′ 9″ S, 115° 34′ 49″ O \| \| Drosera Island \| 15,42 \| 20° 30′ 34″ S, 115° 31′ 12″ O \| \| Dryandra Island \| \| 20° 30′ 44″ S, 115° 31′ 52″ O \| \| Epsilon Island \| 8,38 \| 20° 26′ 41″ S, 115° 34′ 50″ O \| \| Eremophila Island \| \| 20° 32′ 15″ S, 115° 32′ 23″ O \| \| Euphorbia Island \| \| 20° 26′ 4″ S, 115° 31′ 6″ O \| \| Fairy Tern Island \| \| 20° 24′ 26″ S, 115° 31′ 0″ O \| \| Fig Islands \| \| 20° 30′ 6″ S, 115° 33′ 32″ O \| \| Flag Island \| 8,98 \| 20° 27′ 29″ S, 115° 34′ 50″ O \| \| Foxglove Island \| 7,79 \| 20° 28′ 56″ S, 115° 32′ 32″ O \| \| Frankenia Island \| 5,35 \| 20° 22′ 37″ S, 115° 31′ 17″ O \| \| Gannet Island \| \| 20° 26′ 48″ S, 115° 34′ 7″ O \| \| Gardenia Island \| 18,27 \| 20° 22′ 58″ S, 115° 31′ 42″ O \| \| Glossypium Island \| 16,61 \| 20° 30′ 47″ S, 115° 32′ 42″ O \| \| Goodenia Island \| \| 20° 25′ 37″ S, 115° 30′ 42″ O \| \| Grevillea Island \| 5,59 \| 20° 31′ 10″ S, 115° 32′ 37″ O \| \| Hakea Islands \| \| 20° 27′ 8″ S, 115° 36′ 23″ O \| \| Hermite Island \| 1022,0[3] \| 20° 28′ 0″ S, 115° 31′ 29″ O \| \| Hibbertia Island \| \| 20° 23′ 12″ S, 115° 31′ 51″ O \| \| Hibiscus Island \| \| 20° 23′ 21″ S, 115° 31′ 6″ O \| \| Hollyhock Island \| \| 20° 22′ 39″ S, 115° 32′ 52″ O \| \| Hovea Island \| \| 20° 26′ 26″ S, 115° 30′ 49″ O \| \| How Island \| \| 20° 25′ 10″ S, 115° 33′ 15″ O \| \| Ipomoea Island \| 4,15 \| 20° 25′ 48″ S, 115° 31′ 27″ O \| \| Ivy Island \| 10,23 \| 20° 29′ 38″ S, 115° 32′ 41″ O \| \| Jarrah Islands \| \| 20° 23′ 41″ S, 115° 31′ 53″ O \| \| Jasmine Islands \| \| 20° 23′ 12″ S, 115° 32′ 0″ O \| \| Jonquil Island \| \| 20° 23′ 50″ S, 115° 31′ 57″ O \| \| Karangi Island \| 8,14 \| 20° 26′ 1″ S, 115° 36′ 13″ O \| \| Karara Island \| \| 20° 24′ 2″ S, 115° 32′ 0″ O \| \| Karri Islands \| \| 20° 22′ 52″ S, 115° 30′ 52″ O \| \| Kennedia Island \| \| 20° 30′ 18″ S, 115° 31′ 59″ O \| \| Kingcup Island \| 10,41 \| 20° 23′ 26″ S, 115° 31′ 56″ O \| \| Kingia Island \| \| 20° 24′ 4″ S, 115° 31′ 56″ O \| \| Kunzea Island \| \| 20° 25′ 18″ S, 115° 31′ 39″ O \| \| Kurrajong Island \| 9,55 \| 20° 26′ 27″ S, 115° 32′ 19″ O \| \| Leschenaultia Island \| \| 20° 24′ 48″ S, 115° 32′ 33″ O \| \| Lily Island \| \| 20° 25′ 11″ S, 115° 35′ 13″ O \| \| Livistona Island \| 6,55 \| 20° 31′ 52″ S, 115° 32′ 7″ O \| \| Lobelia Island \| \| 20° 25′ 43″ S, 115° 34′ 32″ O \| \| Marigold Island \| 2,50 \| 20° 27′ 29″ S, 115° 33′ 20″ O \| \| Marri Islands \| \| 20° 23′ 2″ S, 115° 31′ 25″ O \| \| Melaleuca Island \| \| 20° 24′ 59″ S, 115° 31′ 28″ O \| \| Minnieritchie Islands \| \| 20° 28′ 4″ S, 115° 34′ 31″ O \| \| Mistletoe Island \| \| 20° 22′ 57″ S, 115° 31′ 15″ O \| \| Mulga Islands \| \| 20° 30′ 40″ S, 115° 31′ 19″ O \| \| Myoporum Island \| \| 20° 27′ 40″ S, 115° 34′ 45″ O \| \| North West Island \| 135,0[3] \| 20° 21′ 46″ S, 115° 31′ 33″ O \| \| Pansy Island \| 11,18 \| 20° 22′ 26″ S, 115° 32′ 41″ O \| \| Patersonia Island \| \| 20° 22′ 3″ S, 115° 30′ 51″ O \| \| Pimelea Island \| \| 20° 25′ 43″ S, 115° 34′ 31″ O \| \| Primrose Island \| 41,0[3] \| 20° 22′ 15″ S, 115° 30′ 58″ O \| \| Ptilotus Island \| 3,38 \| 20° 28′ 2″ S, 115° 31′ 6″ O \| \| Quandong Islands \| \| 20° 27′ 6″ S, 115° 34′ 50″ O \| \| Renewal Island \| 58,0[3] \| 20° 28′ 2″ S, 115° 32′ 56″ O \| \| Rhagodia Island \| 7,02 \| 20° 26′ 27″ S, 115° 34′ 46″ O \| \| Rose Island \| 7,33 \| 20° 25′ 18″ S, 115° 33′ 4″ O \| \| Santalum Island \| \| 20° 26′ 20″ S, 115° 30′ 33″ O \| \| Senna Island \| \| 20° 25′ 22″ S, 115° 34′ 37″ O \| \| Sesbania Island \| 2,47 \| 20° 22′ 5″ S, 115° 31′ 12″ O \| \| Sida Island \| \| 20° 28′ 25″ S, 115° 32′ 14″ O \| \| Snakewood Island \| \| 20° 30′ 31″ S, 115° 31′ 45″ O \| \| Snappy Gum Island \| \| 20° 31′ 8″ S, 115° 31′ 42″ O \| \| Solanum Island \| 4,86 \| 20° 31′ 9″ S, 115° 31′ 52″ O \| \| South East Island \| 23,67 \| 20° 25′ 23″ S, 115° 35′ 25″ O \| \| Spar Island \| \| 20° 29′ 11″ S, 115° 33′ 49″ O \| \| Spinifex Island \| 4,27 \| 20° 25′ 9″ S, 115° 31′ 10″ O \| \| Stylidium Island \| \| 20° 25′ 47″ S, 115° 31′ 3″ O \| \| Swainsona Island \| \| 20° 30′ 24″ S, 115° 31′ 42″ O \| \| Triodia Island \| 12,74 \| 20° 26′ 19″ S, 115° 30′ 44″ O \| \| Trimouille Island \| 522,0[3] \| 20° 23′ 41″ S, 115° 33′ 50″ O \| \| Verticordia Island \| \| 20° 26′ 5″ S, 115° 34′ 47″ O \| \| Violet Island \| \| 20° 23′ 20″ S, 115° 34′ 45″ O \| |           |                               |
| Insel oder Inselgruppe | Fläche ha | Koordinaten                   |
| Ah Chong Island | 22,0      | 20° 31′ 26″ S, 115° 32′ 36″ O |
| Alpha Island | 118,0     | 20° 24′ 35″ S, 115° 31′ 21″ O |
| Aster Island |           | 20° 25′ 48″ S, 115° 34′ 44″ O |
| Atriplex Island |           | 20° 26′ 12″ S, 115° 30′ 21″ O |
| Avicennia Island |           | 20° 30′ 28″ S, 115° 32′ 25″ O |
| Banksia Island |           | 20° 24′ 10″ S, 115° 30′ 54″ O |
| Beaufortia Island |           | 20° 24′ 9″ S, 115° 31′ 25″ O  |
| Birthday Island | 7,21      | 20° 23′ 5″ S, 115° 31′ 1″ O   |
| Bloodwood Island | 10,66     | 20° 30′ 57″ S, 115° 31′ 42″ O |
| Bluebell Island | 65,0      | 20° 23′ 50″ S, 115° 31′ 14″ O |
| Boab Island |           | 20° 30′ 53″ S, 115° 31′ 24″ O |
| Boronia Island | 7,08      | 20° 23′ 31″ S, 115° 30′ 50″ O |
| Brooke Island | 15,0      | 20° 26′ 2″ S, 115° 30′ 11″ O  |
| Buttercup Island | 9,48      | 20° 29′ 6″ S, 115° 32′ 8″ O   |
| Cajuput Island |           | 20° 23′ 41″ S, 115° 32′ 5″ O  |
| Caladenia Island |           | 20° 25′ 38″ S, 115° 31′ 36″ O |
| Callitris Island |           | 20° 29′ 48″ S, 115° 33′ 39″ O |
| Campbell Island | 47,0      | 20° 25′ 41″ S, 115° 32′ 41″ O |
| Capparis Island |           | 20° 25′ 57″ S, 115° 31′ 8″ O  |
| Carnation Island | 18,89     | 20° 22′ 41″ S, 115° 31′ 25″ O |
| Cassia Island |           | 20° 25′ 20″ S, 115° 34′ 37″ O |
| Clematis Island |           | 20° 31′ 13″ S, 115° 32′ 49″ O |
| Coolibah Island |           | 20° 31′ 46″ S, 115° 32′ 30″ O |
| Corkwood Islands |           | 20° 30′ 37″ S, 115° 31′ 30″ O |
| Crocus Island | 41,0      | 20° 25′ 18″ S, 115° 31′ 31″ O |
| Dahlia Island | 5,83      | 20° 25′ 44″ S, 115° 34′ 44″ O |
| Daisy Island |           | 20° 26′ 21″ S, 115° 34′ 50″ O |
| Dandelion Island |           | 20° 25′ 55″ S, 115° 34′ 47″ O |
| Delta Island | 38,0      | 20° 26′ 33″ S, 115° 32′ 53″ O |
| Dot Island |           | 20° 26′ 9″ S, 115° 34′ 49″ O  |
| Drosera Island | 15,42     | 20° 30′ 34″ S, 115° 31′ 12″ O |
| Dryandra Island |           | 20° 30′ 44″ S, 115° 31′ 52″ O |
| Epsilon Island | 8,38      | 20° 26′ 41″ S, 115° 34′ 50″ O |
| Eremophila Island |           | 20° 32′ 15″ S, 115° 32′ 23″ O |
| Euphorbia Island |           | 20° 26′ 4″ S, 115° 31′ 6″ O   |
| Fairy Tern Island |           | 20° 24′ 26″ S, 115° 31′ 0″ O  |
| Fig Islands |           | 20° 30′ 6″ S, 115° 33′ 32″ O  |
| Flag Island | 8,98      | 20° 27′ 29″ S, 115° 34′ 50″ O |
| Foxglove Island | 7,79      | 20° 28′ 56″ S, 115° 32′ 32″ O |
| Frankenia Island | 5,35      | 20° 22′ 37″ S, 115° 31′ 17″ O |
| Gannet Island |           | 20° 26′ 48″ S, 115° 34′ 7″ O  |
| Gardenia Island | 18,27     | 20° 22′ 58″ S, 115° 31′ 42″ O |
| Glossypium Island | 16,61     | 20° 30′ 47″ S, 115° 32′ 42″ O |
| Goodenia Island |           | 20° 25′ 37″ S, 115° 30′ 42″ O |
| Grevillea Island | 5,59      | 20° 31′ 10″ S, 115° 32′ 37″ O |
| Hakea Islands |           | 20° 27′ 8″ S, 115° 36′ 23″ O  |
| Hermite Island | 1022,0    | 20° 28′ 0″ S, 115° 31′ 29″ O  |
| Hibbertia Island |           | 20° 23′ 12″ S, 115° 31′ 51″ O |
| Hibiscus Island |           | 20° 23′ 21″ S, 115° 31′ 6″ O  |
| Hollyhock Island |           | 20° 22′ 39″ S, 115° 32′ 52″ O |
| Hovea Island |           | 20° 26′ 26″ S, 115° 30′ 49″ O |
| How Island |           | 20° 25′ 10″ S, 115° 33′ 15″ O |
| Ipomoea Island | 4,15      | 20° 25′ 48″ S, 115° 31′ 27″ O |
| Ivy Island | 10,23     | 20° 29′ 38″ S, 115° 32′ 41″ O |
| Jarrah Islands |           | 20° 23′ 41″ S, 115° 31′ 53″ O |
| Jasmine Islands |           | 20° 23′ 12″ S, 115° 32′ 0″ O  |
| Jonquil Island |           | 20° 23′ 50″ S, 115° 31′ 57″ O |
| Karangi Island | 8,14      | 20° 26′ 1″ S, 115° 36′ 13″ O  |
| Karara Island |           | 20° 24′ 2″ S, 115° 32′ 0″ O   |
| Karri Islands |           | 20° 22′ 52″ S, 115° 30′ 52″ O |
| Kennedia Island |           | 20° 30′ 18″ S, 115° 31′ 59″ O |
| Kingcup Island | 10,41     | 20° 23′ 26″ S, 115° 31′ 56″ O |
| Kingia Island |           | 20° 24′ 4″ S, 115° 31′ 56″ O  |
| Kunzea Island |           | 20° 25′ 18″ S, 115° 31′ 39″ O |
| Kurrajong Island | 9,55      | 20° 26′ 27″ S, 115° 32′ 19″ O |
| Leschenaultia Island |           | 20° 24′ 48″ S, 115° 32′ 33″ O |
| Lily Island |           | 20° 25′ 11″ S, 115° 35′ 13″ O |
| Livistona Island | 6,55      | 20° 31′ 52″ S, 115° 32′ 7″ O  |
| Lobelia Island |           | 20° 25′ 43″ S, 115° 34′ 32″ O |
| Marigold Island | 2,50      | 20° 27′ 29″ S, 115° 33′ 20″ O |
| Marri Islands |           | 20° 23′ 2″ S, 115° 31′ 25″ O  |
| Melaleuca Island |           | 20° 24′ 59″ S, 115° 31′ 28″ O |
| Minnieritchie Islands |           | 20° 28′ 4″ S, 115° 34′ 31″ O  |
| Mistletoe Island |           | 20° 22′ 57″ S, 115° 31′ 15″ O |
| Mulga Islands |           | 20° 30′ 40″ S, 115° 31′ 19″ O |
| Myoporum Island |           | 20° 27′ 40″ S, 115° 34′ 45″ O |
| North West Island | 135,0     | 20° 21′ 46″ S, 115° 31′ 33″ O |
| Pansy Island | 11,18     | 20° 22′ 26″ S, 115° 32′ 41″ O |
| Patersonia Island |           | 20° 22′ 3″ S, 115° 30′ 51″ O  |
| Pimelea Island |           | 20° 25′ 43″ S, 115° 34′ 31″ O |
| Primrose Island | 41,0      | 20° 22′ 15″ S, 115° 30′ 58″ O |
| Ptilotus Island | 3,38      | 20° 28′ 2″ S, 115° 31′ 6″ O   |
| Quandong Islands |           | 20° 27′ 6″ S, 115° 34′ 50″ O  |
| Renewal Island | 58,0      | 20° 28′ 2″ S, 115° 32′ 56″ O  |
| Rhagodia Island | 7,02      | 20° 26′ 27″ S, 115° 34′ 46″ O |
| Rose Island | 7,33      | 20° 25′ 18″ S, 115° 33′ 4″ O  |
| Santalum Island |           | 20° 26′ 20″ S, 115° 30′ 33″ O |
| Senna Island |           | 20° 25′ 22″ S, 115° 34′ 37″ O |
| Sesbania Island | 2,47      | 20° 22′ 5″ S, 115° 31′ 12″ O  |
| Sida Island |           | 20° 28′ 25″ S, 115° 32′ 14″ O |
| Snakewood Island |           | 20° 30′ 31″ S, 115° 31′ 45″ O |
| Snappy Gum Island |           | 20° 31′ 8″ S, 115° 31′ 42″ O  |
| Solanum Island | 4,86      | 20° 31′ 9″ S, 115° 31′ 52″ O  |
| South East Island | 23,67     | 20° 25′ 23″ S, 115° 35′ 25″ O |
| Spar Island |           | 20° 29′ 11″ S, 115° 33′ 49″ O |
| Spinifex Island | 4,27      | 20° 25′ 9″ S, 115° 31′ 10″ O  |
| Stylidium Island |           | 20° 25′ 47″ S, 115° 31′ 3″ O  |
| Swainsona Island |           | 20° 30′ 24″ S, 115° 31′ 42″ O |
| Triodia Island | 12,74     | 20° 26′ 19″ S, 115° 30′ 44″ O |
| Trimouille Island | 522,0     | 20° 23′ 41″ S, 115° 33′ 50″ O |
| Verticordia Island |           | 20° 26′ 5″ S, 115° 34′ 47″ O  |
| Violet Island |           | 20° 23′ 20″ S, 115° 34′ 45″ O |

## Geschichte
Europäer kamen mit der Inselgruppe erstmals am 25. Mai 1622 in Berührung, als das Schiff Tryall der Britischen Ostindien-Kompanie 16 km nordwestlich der Inseln bei einem Korallenriff auf Grund lief; die Mannschaft von 42 Mann konnte sich mit einem Beiboot auf die Inseln retten. Diese Stelle trägt bis heute den Namen Tryal Rocks.  Das Schiff Wild Wave ging 1872 unter und die Marietta 1905. Weitere Schiffswracks befinden sich in der See um die Inseln, darunter auch Schiffe der Perlensucher. Seit 1902 wird die Gegend um die Inseln im Rahmen der Perlenfischerei wirtschaftlich genutzt.

## Atomtests

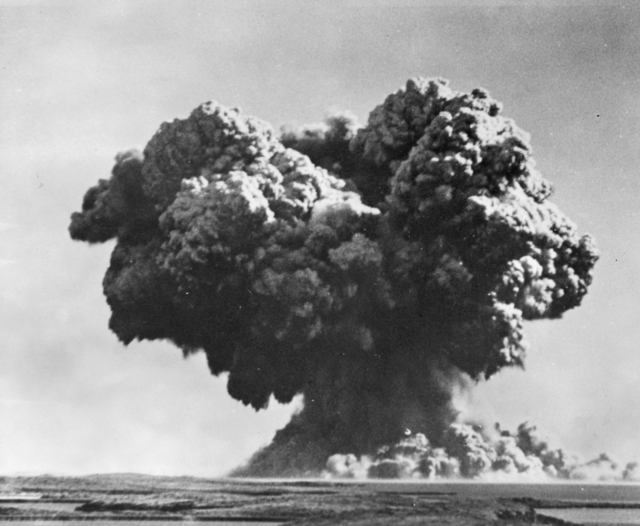
Abbildung des Atompilzes der Operation Hurricane

Nach dem Zweiten Weltkrieg stellte sich für Großbritannien als der dritten Atommacht nach den USA und der Sowjetunion die Frage nach einem Testgelände für seine Nuklearwaffen. Neben der Großen Viktoria-Wüste bei Maralinga in Zentralaustralien, in der vom 15. Oktober 1953 bis 1963 sieben und auf dem sogenannten Emu Field weitere zwei Nuklearwaffentest durchgeführt wurden, hielt man die Montebello-Inseln für geeignet.
- Der erste Test einer Atombombe trug die Bezeichnung Operation Hurricane und wurde am 3. Oktober 1952 um 08.00 Uhr Ortszeit auf den Inseln durchgeführt. Es handelte sich um eine Kernwaffe mit Plutonium, die 350 Meter vor der Küste von Trimouille Island an Bord der HMS Plym zur Detonation gebracht wurde und eine Sprengkraft von 25 Kilotonnen TNT besaß, womit sie in etwa vergleichbar mit der Bombe Fat Man war, die 1945 über Nagasaki gezündet worden war.

- Der zweite Test wurde 1956 durchgeführt. Er hatte den Codenamen „G2“; mit 98 Kilotonnen war es die stärkste Atombombe, die in Australien bislang explodierte. Städte in Queensland wie Mount Isa, Julia Creek, Longreach und Rockhampton wurden vom Fallout dieses Tests kontaminiert.[4]

Der nukleare Fallout erreichte sogar Melbourne; weite Teile der betroffenen Regionen sind (wie bei allen oberirdischen Atomwaffentests) bis heute schwer kontaminiert. Melbourne ist mit 3,37 Millionen Einwohnern (2006) nach Sydney die zweitgrößte Stadt des australischen Kontinents. Als gegen den Fallout massive Proteste laut wurden, wich das britische Ministry of Defence auf das Testgelände in der Wüste von Nevada (USA) aus. 1985 beschäftigte sich die McClelland Royal Commission mit den Folgen der britischen Kernwaffentests.

## Flora und Fauna
In dem Seegebiet der Inseln halten sich die Suppenschildkröte, Echte Karettschildkröte, die endemische Wallriffschildkröte und gelegentlich Unechte Karettschildkröte auf. In dem Seegebiet schwimmen Zwergwal, Zahnwal, Brydewal, Buckelwal, Pottwal, Kurzflossen-Grindwal, Schwertwal, Kleiner Schwertwal, Gemeiner Delfin, Blau-Weißer Delfin, und Großer Tümmler und Dugong auf.
Später wurden die Inseln trotz der radioaktiven Belastung zum marinen Naturschutzgebiet, dem Montebello Islands Marine Park und Barrow Island Marine Management Area erklärt – offenbar ein Feigenblatt dafür, dass die Inselgruppe jahrhundertelang nicht mehr besiedelt werden kann.
Die Alpha-Insel und Trimouille-Inseln, wie auch die Hauptküstenlinie können wegen Radioaktivität nur eine Stunde lang am Tag betreten, und es dürfen keine Objekte in die Hand genommen werden.
Durch die Perlenfischer kamen um 1910 Katzen und Ratten auf die Inseln. Diese wurden zwischen 1996 und 2001 im Rahmen eines Projekt des Western Australian Departments of Conservation and Land Management auf den Inseln wieder ausgerottet. Außerdem erfolgte die Ansiedlung von einheimischen Arten, 1998 Lagorchestes Hirsutus auf Trimoullin, 1999/2000 Pseudomys fieldi auf North-West-Island. Zwischen 2009 und 2011 wurde dann weitere Arten auf Hermite-Island angesiedelt: Lagorchestes conspicillatus conspicillatus, Isoodon auratus barrowensis, Malurus Leucopteris Edouardi, Eremiornis Cateri.